# De jeugd van Ivan
De jeugd van Ivan of Ivans jeugd (Russisch: Иваново детство, Ivanovo detstvo) is een film uit 1962 van de Russische regisseur Andrej Tarkovski. De film won de Gouden Leeuw in 1962 op het Filmfestival van Venetië.

## Verhaal
De film De jeugd van Ivan speelt zich af op het oostfront tijdens de Tweede Wereldoorlog. Het Rode Leger voert er strijd tegen het Duitse leger.
De film draait om het 12-jarige kind Ivan. Door meerdere gesprekken en enkele droomsequenties wordt duidelijk gemaakt dat Ivans ouders en zus door de Duitsers werden gedood. Hijzelf kon ontkomen en sloot zich aan bij een groep partizanen. Die groep partizanen worden echter later door Duitse troepen omsingeld in een bos. Om hem in veiligheid te brengen verbergen de partizanen Ivan in een vliegtuig. Na zijn vlucht wordt Ivan in een internaat opgenomen. Hij loopt weg en sluit zich aan bij een legereenheid onder het commando van Grjaznov.
Daar wil Ivan onophoudelijk in de oorlog vechten. De partizanen willen hem naar de militaire school sturen. Hij weigert het front te verlaten en keert steeds terug naar de partizanen. Aldus wordt duidelijk dat Ivan tegen de Duitsers strijdt om de dood van zijn familie te wreken.
Aan het einde van de film verdwijnt Ivan spoorloos op het front. Vervolgens schakelt de film over naar de stad Berlijn, die na de val van het Derde Rijk door het Rode Leger wordt bezet. Een officier, die samen met Ivan had gevochten, ontdekt er in een nazi-gevangenis documenten over de gevangenname en de executie van Ivan. Wanneer de officier de cel van Ivan binnenstapt, zien we een flashback van Ivan die samen met zijn zus aan het strand zit. De film eindigt met het beeld van een dode boom.

## Rolverdeling
| Acteur              | Personage                  |
| ------------------- | -------------------------- |
| Nikolai Burlyayev   | Ivan Bondarev              |
| Valentin Zubkov     | Kapitein Kholin            |
| Evgeny Zharikov     | Luitenant Galtsev          |
| Stepan Krylov       | Korporaal Katasonov        |
| Valentina Malyavina | Masha                      |
| Nikolai Grinko      | Luitenant Kolonel Gryaznov |
| Dmitri Milyutenko   | De oude man                |
| Irma Raush          | Ivans moeder               |
| Andrei Konchalovsky | Soldaat                    |